# Liste des codes OACI des compagnies aériennes
| Sigles de 2 caractères   |
| ► Sigles de 3 caractères |
| Sigles de 4 caractères   |
| Sigles de 5 caractères   |
| Sigles de 6 caractères   |
| Sigles de 7 caractères   |
| Sigles de 8 caractères   |

Les codes OACI des compagnies aériennes sont des codes à trois lettres, attribués par l'Organisation de l'aviation civile internationale (OACI, « ICAO » en anglais) aux compagnies aériennes du monde entier.
Depuis 1987, l'OACI attribue ces codes à trois lettres, qui sont en voie d'adoption par l'IATA, mais qui ne remplaceront pas les codes à deux lettres de l’IATA.

## Liste des compagnies aériennes
Les compagnies aériennes sont listées par ordre alphabétique du code OACI. Suivant le code OACI, est indiqué le code IATA, puis le nom de la compagnie aérienne (la nationalité d'origine est notée entre parenthèses). La liste est celle des compagnies auxquelles un code IATA a été attribué.
- Haut – A
- B
- C
- D
- E
- F
- G
- H
- I
- J
- K
- L
- M
- N
- O
- P
- Q
- R
- S
- T
- U
- V
- W
- X
- Y
- Z

### A
- AAF   ZI   Aigle Azur (France)
- AAL   AA   American Airlines (États-Unis)
- AAR OZ Asiana Airlines (Corée du Sud)
- AAW 8U  Afriqiyah Airways
- AAY   G4   Allegiant Air (États-Unis)
- ABH   DF   Aerolineas de Baleares Aebal (Espagne)
- ABB   OO   Air Belgium (Belgique)
- ARU  AG   Aruba airlines (Aruba)
- ABQ  PA   Airblue (Pakistan)
- ABY   G9   Air Arabia (Émirats arabes unis)
- ACA   AC   Air Canada (Canada)
- ACI   SB   Aircalin (Nouvelle-Calédonie, France)
- ACK   DV   Nantucket Airlines (Nouvelle-Angleterre)
- ADB   J0   Antonov Airlines (Ukraine)
- ADE   ZY   Ada Air (Albanie)
- ADH   AP   Air One (Italie)
- ADO   HD   Hokkaido International Airlines (Japon)
- ADR   JP   Adria Airways (Slovénie)
- AEA   UX   Air Europa Lineas Aereas (Espagne)
- AEE   A3   Aegean Airlines (Grèce)
- AEF   AE   Aero Lloyd (Allemagne)
- AEH   NL   Amelia International (France)
- AEL   PE   Air Europe SpA (Italie, cf. Volare Web)
- AEN   AN   Andorra Airlines
- AES   VX   ACES
- AEU   5W   Astraeus Airlines (Royaume-Uni)
- AEW   VV   Aerosvit (Ukraine)
- AFL   SU   Aeroflot Russian Airlines (Russie)
- AFR   AF   Air France (France)
- AGN   GN   Air Gabon (Gabon)
- AHK   LD   Air Hong Kong
- AHW   HT   Aeromist-Kharkiv (Ukraine)
- AHY   J2   Azerbaijan Airlines
- AIA   U3   Avies (Estonie)
- AIC   AI   Air India
- AIQ   FD   Thai AirAsia
- AIZ   IZ   Arkia Israeli Airlines (Israël)
- AJX   NQ   Air Japan
- AKL   4A   Air Kiribati, (Kiribati)
- ALD   AL   Air Leisure (Égypte)
- ALK   UL   SriLankan Airlines (précédemment Air Lanka) (Sri Lanka)
- AMC   KM   Air Malta (Malte)
- AML   QM   Air Malawi
- AMX   AM   Aeroméxico/Aerovias de Mexico (Mexique)
- ANA   NH   All Nippon Airways (Japon)
- ANG   PX   Air Niugini (Papouasie-Nouvelle-Guinée)
- ANS   YW   Air Nostrum L.A.M.S.A.
- ANZ   NZ   Air New Zealand (Nouvelle-Zélande)
- APF   A6   Asia Pacific Airlines (Suède)
- APN       Alpine Airlines (France)
- ARG   AR   Aerolíneas Argentinas (Argentine)
- ASA   AS   Alaska Airlines (États-Unis)
- ASD   4D   Air Sinai
- ASH   YV   Mesa Airlines (États-Unis)
- ASL   JU   Air Serbia (Serbia)
- ASZ   OB   Astrakhan Airlines (Russie)
- AUA   OS   Austrian Airlines (Autriche)
- AUB   IQ   Augsburg Airways GmbH (Allemagne)
- AUH   MO   Abu Dhabi Amiri Flight
- AUI   PS   Ukraine International Airlines (Ukraine)
- AUT   AU   Austral Lineas Aéreas-Cielos del Sur (Argentine) (groupe Aerolineas Argentinas)
- AUZ   AO   Australian Airlines (Australie)
- AVA   AV   Avianca (Aerovias Nacionales de Colombia) (Colombie)
- AVE   VE   Avensa (Venezuela)
- AVI   A0   L'avion (France)
- AVN   NF   Air Vanuatu (Vanuatu)
- AWI   ZW   Air Wisconsin (États-Unis)
- AWP   ??   Air West cf Air Ouest (France)
- AWW   6G   Air Wales (Royaume-Uni)
- AXB    IX   Air India Express (Inde)
- AXM   AK   Air Asia Sen (Malaisie)
- AXY   6V   Axis Airways (France)
- AYZ   3G   Atlant-Soyuz Airlines
- AZA   AZ   Alitalia (Italie)
- AZU  AD   Azul Lineas Aereas (Brésil)
- AZW   UM   Air Zimbabwe

### B
- BAG   DI   Deutsche BA Luftfahrtgesellschaft mbH (Allemagne) (cf. Fly DBA)
- BAH   BY   Thomsonfly (Royaume-Uni)
- BAV   QH   Bamboo Airways (Vietnam)
- BAW   BA   British Airways (Royaume-Uni)
- BBC   BG   Biman Bangladesh Airlines (Bangladesh)
- BBG    -     Bluebird Airways (Greece)
- BBO   F7   flybaboo (Suisse)
- BBR   S3   Santa Barbara Airlines (Venezuela)
- BCF   B4   B.A.C.H. Flugbetriebs (Allemagne)
- BCS   QY   European Air Transport Leipzig (cargo)
- BCY   WX   Cityjet
- BEE   BE   flybe/British European (nom de la société Jersey European Airways Ltd. Royaume-Uni)
- BEL   SN   Brussels Airlines (Belgique)
- BER   AB   Air Berlin (Allemagne)
- BHA  U4   Buddha Air (Népal)
- BIE   ML   Air Méditerranée
- BKP   PG   Bangkok Airways
- BLE   4Y   Blue Line
- BLV   B3   Bellview Airlines (Nigeria)
- BLX   6B   TUIfly Nordic (Suède)
- BMM   8A   Atlas Blue (Maroc)
- BMR   BM   BMI Regional (Royaume-Uni)
- BOS   LV   OpenSkies (France)
- BOT   BP   Air Botswana (Botswana)
- BOU   BO   Bouraq Indonesia Airlines (Indonésie)
- BPA   BV   Blue Panorama Airlines (Italie)
- BRA   BU   Braathens groupe SAS (Norvège)
- BRU   B2   Belavia (Biélorussie)
- BRZ   E5   Samara Airlines (Russie)
- BTC   V9   Bashkir Airlines
- BTI   BT   Air Baltic (Lettonie)
- BUB   ZN   Air Bourbon
- BWA   BW   BWIA West Indies Airways (British West Indian Airways) (Trinité-et-Tobago)
- BYU   BM   Bayu Indonesia Air (Indonésie)
- BZH   DB   Brit Air

### C
- CAI    XC   Corendon   (Turquie)
- CAL   CI   China Airlines (Taiwan)
- CBJ   JD   Beijing Capital Airlines
- CCA   CA   Air China (Chine)
- CCM   XK   Air Corsica
- CDG   SC   Shandong Airlines (Chine)
- CDO   OT   Tchadia Airlines (Tchad)
- CDN   CP   Canadian Airlines International
- CEB   5J   Cebu Pacific Air (Philippines)
- CES   MU   China Eastern Airlines (Chine)
- CFG   DE   Condor (Allemagne)
- CHF   X7   Chitaavia (Russie)
- CHP   6A   Aviacsa (Mexique)
- CHQ   RP       Chautauqua Airlines
- CIU   A2   Cielos del Peru (Pérou)
- CLH   CL   Lufthansa CityLine GmbH (Allemagne)
- CLW   C0   Centralwings (Pologne)
- CMI   CS   Continental Micronesia (code désormais utilisé par Continental Airlines pour ses vols en Micronésie)
- CMP   CM   Copa Airlines (Panama)
- CND   CD   Coendon Dutch Airlines (Netherlands)
- CPA   CX   Cathay Pacific Airways (Hong Kong)
- CPE   9K   Cape Air (États-Unis et dépendances)
- CRF   OR   Crimea Air (Ukraine)
- CRK   HX   Hong-Kong Airlines (Chine)
- CRL   SS   Corsair International (précédemment Corsairfly) (France)
- CSA   OK   CSA Czech Airlines (République tchèque)
- CSH   FM   Shanghai Airlines (Chine)
- CSN   CZ   China Southern Airlines (Chine)
- CST   BX   Coast Air (Norvège)
- CTN   OU   Croatia Airlines (Croatie)
- CUB   CU   Cubana (Cuba)
- CVA   CV   Air Chathams (Nouvelle-Zélande)
- CXT   DQ   Coastal Air Transport
- CYH   3Q   China Yunnan Airlines

### D
- DAH   AH   Air Algérie (Algérie)
- DAL   DL   Delta Air Lines
- DAO   D3   Daallo Airlines (Somalie et Djibouti)
- DEX    DM  Asian Air (Thailand)
- DJT   B0    La Compagnie    (France)
- DKH   HO   Juneyao Airlines (Chine)
- DKN   DN   Fly Deccan (Inde)
- DLA   EN   Air Dolomiti (Italie)
- DLH   LH   Deutsche Lufthansa AG (Allemagne)
- DMO   E3   Domodedovo Airlines (Russie)
- DNV   D9   Donavia (Russie)
- DRK   KB   Druk Air (Bhoutan)
- DSB   DS   ??? Air Sénégal
- DSL   D8   Diamond Sakha Airlines
- DTA   DT   TAAG Angola Airlines
- DTR   DX   Danish Air Transport (Danemark)
- DUO   VB   Duo Airways (en) Ltd. (en liquidation judiciaire en mai 2004)

### E
- EAF   E7   European AirCharter
- EAI EA  Emerald Airlines
- EDW   WK   Edelweiss Air
- EEZ   GJ   Eurofly   (Italie)
- EFC   ??   Air Mana
- EIN   EI   Aer Lingus (Irlande)
- ELY   LY   El Al (Israël)
- ENK   G5   Enkor Airlines
- ETD       EY   Etihad (Émirats arabes unis)
- ETH   ET   Ethiopian Airlines
- ETL   ??   Patterson Aviation Company (États-Unis)
- EVA   BR   EVA Air (Taïwan)
- EZY   U2   EasyJet (Royaume-Uni)

### F
- FAB   7F   First Air
- FDB   FZ    FlyDubai
- FDX   FX   FedEx Corporation (États-Unis)
- FEY    N5   FLYeasy    (Inde)
- FHY   FH   Free Bird Airlines (Turquie)
- FIN   AY   Finnair Oyj (Finlande)
- FJI   FJ   Fiji Airways (Fidji)
- FLI   RC   Atlantic Airways
- FQA   QO   Quikjet (Inde)
- FRI   FW   Ibex Airlines (précédemment Fairinc, avant 2004) (Japon)
- FTT      F9     Frontier Airlines (États-Unis)
- FWI   TX   Air Caraïbes (basée en Guadeloupe)

### G
- GAO   DC   Golden Air
- GBL   GT   GB Airways (Royaume-Uni)
- GBY   GY   Gabon Airlines
- GFA   GF   Gulf Air (Bahreïn, Oman et Abou Dhabi)
- GFT   3M   Gulfstream International Airlines (États-Unis)
- GHA   GH   Ghana Airways
- GIA   GA   Garuda Indonesia (Indonésie)
- GLG  2K  AeroGal (Équateur)
- GNF   G7   Gandalf Airlines (Italie)
- GNR   GC   Gambia International Airlines (Gambie)
- GNT   II   Business Air
- GOW  G8  GoAir (Inde)
- GRL   GL   Air Greenland (Groenland)
- GSM   B4   Fly Globespan (Royaume-Uni)
- GUG   GU   Aviateca
- GWI   4U   German Wings (Allemagne)
- GWY   U5   USA 3000 Airlines

### H
- HAL   HA   Hawaiian Airlines (États-Unis)
- HCY   ZU   Helios Airways (Chypre)
- HDA   KA   Cathay Dragon (Hong Kong, Chine)
- HEJ   T4   Hellas Jet (Grèce)
- HHN   HR   Hahn Air Lines
- HLF   HF   Hapagfly (Allemagne)
- HLQ   JH   Harlequin Air (groupe Japan Airlines) (Japon)
- HLX   X3   TuiFly Group Ltd. (Allemagne)
- HOP   A5   Air Hop (groupe Air France) (France)
- HSA   S9   East African Safari Air
- HSK   5P   SkyEurope Airlines (Hongrie)
- HVN   VN   Vietnam Airlines (Viêt Nam)
- HYE   DR   Hyères Aéro Service (France)
- HZA   BN   Horizon Airlines (Australie)
- HZL   ZL   Regional Express (Australie)

### I
- IAG  EPAG  - Groupe Air France
- IAW IA Iraqi Airways
- IBB   NT   Binter Canarias (Espagne)
- IBE   IB   Iberia Líneas Aéreas de España (Espagne)
- ICB   HH   Islandsflug (Islande)
- ICE   FI   Icelandair (Islande)
- IDE   DH   Independence Air
- IGO   6E   IndiGo (Inde)
- IRA   IR   Iran Air
- IRC   EP   Iran Aseman Airlines (Iran)
- IRB   B9   Iran Air Tours (Iran)
- IRM   W5   Mahan Airlines (Iran)
- ISR   6H   Israir Airlines and Tourism Limited (Israël)
- ISS   IG   Air Italy S.p.A. (Italie)
- ITY   AZ   ITA Airways (Italie)
- IWD   TY  Iberworld (Espagne)
- IYE   IY   Yemenia (Yemen)

### J
- JAA   EG   Japan Asia Airways (Japon)
- JAC   3X   Japan Air Commuter (groupe Japan Airlines) (Japon)
- JAI   9W   Jet Airways
- JAL   JL   Japan Airlines (JAL) (Japon)
- JAT   JA   JetSmart (Chili)
- JAZ   JO   JALways (Japon) (compagnie disparue)
- JAW   JO   Jasmin Airways (Tunisie)
- JBA   JB  Helijet
- JBO     JX   Jambojet (Kenya)
- JBU   B6   jetBlue Airways (États-Unis)
- JNA    LJ    Jin Air (South Korea)
- JON JN Joon (groupe Air France) (France)
- JST   JQ   Jetstar Airways
- JTA   NU   Japan Transocean Air (groupe Japan Airlines) (Japon)
- JTG   ??   Jettime (Danemark)
- JXX   GX   JetX Airlines (Islande/Italie)
- JYH     AQ   9 Air  (Chine)

### K
- KAC   KU   Kuwait Airways
- KAE   3Y   Kartika Airlines (Indonésie)
- KAZ   U9   Tatarstan JSC Aircompany
- KFA   KW   Kelowna Flightcraft
- KFB   KF   Blue1 Oy (précédemment Air Botnia) (Finlande)
- KGL   7K   Kogalymavia Air Company
- KHB   H8   Dalavia (Russie)
- KHO   X9   Khors Aircompany (Ukraine)
- KIL   GW   Kuban Airlines (Russie, Krasnodar)
- KLC   WA   KLM City Hopper
- KLM   KL   KLM Royal Dutch Airlines
- KMZ  ??   Comores Aviation
- KNE   XY   Flynas (Arabie saoudite)
- KRN   U5   Karinou Airlines
- KQA   KQ   Kenya Airways
- KYV   YK   Cyprus Turkish Airlines (ou Air Kibris) (Chypre, partie occupée par la Turquie)
- KZR   KC   Air Astana

### L
- LAA   LN   Libyan Arab Airlines
- LAM   TM   LAM Linhas Aereas de Moçambique (Mozambique)
- LAN   LA   LATAM Chile (Chili) site internet
- LAP   PZ   TAM Mercosur (précédemment Lineas Aereas Paraguayas) (Paraguay)
- LAV   VH   Aeropostal Alas
- LBC   LV   Albanian Airlines MAK S.H.P.K. (Albanie)
- LBT   BJ   Nouvelair Tunisia (Tunisie)
- LCD   ZE   Líneas Aéreas Azteca (Mexique)
- LDA   NG   Lauda Air Luftfahrt AG (Autriche) appartient à Austrian Airlines
- LDI   L4   Lauda Air S.p.A. (Italie)
- LIA   LI   Liat (ex Antilles britanniques)
- LIL   TE   Lithuanian Airlines (Lituanie)
- LIV   ??   Air Livonia (Estonie)
- LLM   YL   Yamal (Russie)
- LLR    9I  Alliance Air (Inde)
- LNI   JT   Lion Air (Indonésie)
- LOF   AX   Trans States Airlines/programme AmericanConnection (États-Unis)
- LOT   LO   LOT Polish Airlines (Pologne)
- LPV   A6   Air Alps Aviation (Autriche)
- LRC   LR   Lacsa/TACA
- LTE International Airways   XO   Volar Airlines (précédemment LTE International Airways) (Espagne)
- LTU   LT   LTU International Airways (Allemagne)
- LVG   LM   Livingston S.p.A. (Italie)
- LXR   LK   Air Luxor (Portugal)
- LZB   FB   Bulgaria Air

### M
- MAH   MA   Malév Hungarian Airlines (Hongrie)
- MAK   IN   MAT Macedonian Airlines (Macédoine)
- MAS   MH   Malaysia Airlines
- MAU   MK   Air Mauritius Ltd
- MCK   CC   Macair Airlines (Australie)
- MCM   YO   Heli Air Monaco
- MDA   AE   Mandarin Airlines (Taïwan)
- MDG   MD   Air Madagascar
- MEP   YX   Midwest Connect
- MES   XJ   Mesaba Airlines (États-Unis)
- MGL   MR   Mongolian Airlines (Mongolie)
- MGX   YM   Montenegro Airlines (Serbie-et-Monténégro)
- MLD   9U   Air Moldova (Moldavie)
- MLV   H5   Magadan Airlines (Russie)
- MMA   8M   Myanmar Airways International (Birmanie)
- MMZ   MM   euroAtlantic Airways (Portugal)
- MNB   MB   MNG Cargo Airlines
- MON   ZB   Monarch Airlines (Royaume-Uni)
- MPD   A7   Air Comet (nom commercial Air Plus Comet) (Espagne)
- MPH   MP   Martinair Holland (Pays-Bas)
- MRS   CW   Air Marshall Islands (îles Marshall)
- MSI   M9   Motor Sich (Ukraine)
- MSR   MS   Egypt Air
- MVD   KV   Kavminvodyavia (Russie)
- MVL   H5   Magadan Airlines
- MXA   MX   Mexicana
- MYT   VZ   MyTravel Airways (Danemark / Royaume-Uni)
- MYW   8I   MyAir

### N
- NCA   KZ   Nippon Cargo Airlines
- NGK  ??   Oriental Air Bridge (Japon)
- NIG   AJ   AeroContractors Company of Nigeria (Nigeria)
- NLY   HG   FlyNiki (Autriche)
- NKS   NK   Spirit Airlines (États-Unis)
- NMB   SW   Air Namibia (Namibie)
- NOS   NO   Neos (Italie)
- NOV   RD   Alitalia Team (a fusionné avec Alitalia en 2002
- NWA   NW   Northwest Airlines (États-Unis)
- NWS  N4   Nordwind  (Russie)

### O
- OAG   CR   OAG Worldwide (Royaume-Uni)
- OAI   OA   Olympic Airways (Grèce)
- OAS/OMA   WY   Oman Air
- OAW   2L   Helvetic (Suisse)
- OCM   UQ   O'Connor Airlines (Aus)
- OGE   KK   Atlasjet Uluslararasi Havacilik soit Atlasjet International Airways (Turquie)
- OGE   2U   Atlasjet Uluslararasi Havacilik soit Atlasjet International Airways (Turquie)
- OGN   QO   Origin Pacific (Nouvelle-Zélande)
- OKS   SO   Slok Air Gambia (Gambie)
- OMS   N3   Omskavia Airlines (Russie)
- ORB   R2   Orenburg Airlines (Russie)

### P
- PAL   PR   Philippine Airlines (Philippines)
- PAO   PH   Polynesian Airlines (Samoa)
- PDA  ??   Podillia Avia (Ukraine)
- PIA   PK   Pakistan International Airlines (Pakistan)
- PIC   BL   Pacific Airlines (Viêt Nam)
- PLI   PL   Aeroperu (Pérou)
- PLK   FV   Pulkovo Aviation Entreprise (Russie)
- PMN   P2   UTair (Russie)
- PNW   PF   Palestinian Airlines (Palestine)
- PPL  OP    Air Pegasus (Inde)
- PRI   WP   Island Air
- PUA   PU   Pluna (Pluna Lineas Aereas Uruguayas, précédemment Primeras Líneas Uruguayas de Navegación Aérea) (Uruguay)
- PGT   H9   Pegasus Airlines (Turquie)

### Q
- QFA   QF   Qantas Airways (Australie)
- QXE   QX   Horizon Air
- QTR   QR   Qatar Airways (Qatar)

### R
- RAE   YS   Régional (compagnie aérienne européenne)
- RAM   AT   Royal Air Maroc (Maroc)
- RAR   GZ   Air Rarotonga (îles Cook)
- RBA   BI   Royal Brunei Airlines (Brunei)
- REA   RE   Aer Arann
- REU   UU   Air Austral (Réunion)
- RIE    ARIELLA AIRLINES S.A (Burkina Faso)
- RIV   GP   APG Airlines (France)
- RJA   RJ   Royal Jordanian (Jordanie)
- RLA   A5   Airlinair (France)
- RNA   RA   Royal Nepal Airlines Corporation
- ROM   BQ   Aeromar Airlines (République dominicaine)
- RON   ON   Our Airline (Nauru)*
- ROT   RO   Tarom Transporturile Aeriene Romane - Romanian Air Transport (Roumanie)
- RPB   P5   AeroRepublica (Colombie)
- RRE   RE   Régional Europe (France)
- RSO   -   Aero Asia (Pakistan)
- RSR   BF   AeroService (Colombie)
- RTQ   RT   Air Turquoise (France)
- RVL   DO   Air Vallée (Italie)
- RYR   FR   Ryanair (Irlande)
- RZO   S4   SATA International (Portugal)

### S
- SAS   SK   Scandinavian Airlines System
- SAT   SP   SATA Air Açores (Portugal)
- SAY   CB   Scot Airways (Royaume-Uni)
- SBI   S7   Siberia Airlines
- SBS   BB   Seaborne Airlines (États-Unis)
- SCH   AW   Schreiner Airways (Pays-Bas)
- SCO   TZ   Scoot (Singapour)
- SCW   TF   Snålskjutsen (opérée par Malmö Aviation) (Suède)
- SCX    SY     Sun Country (États-Unis)
- SDM   FV   Rossiya
- SEJ    SG   SpiceJet (Inde)
- SER   JR   Aero California (Mexique)
- SEY   HM   Air Seychelles
- SIA   SQ   Singapore Airlines
- SIB   5M   Sibaviatrans
- SIC   BM   Air Sicilia (Italie)
- SHU   HZ   SAT Airlines (Russie)
- SJY   SJ   Sriwijaya Air (Indonesie)
- SKX   JZ   Skyways AB
- SKY   BC   Skymark Airlines (Japon)
- SLK   MI   Silk Air (Singapour)
- SLL   6Q   Slovak Airlines (Slovaquie)
- SLM   PY   Surinam Airways (Suriname)
- SOV   6W   Saravia (Saratov Airlines) (Russie)
- SPM   PJ   Air Saint-Pierre (Saint-Pierre-et-Miquelon)
- SRQ   DG   Eastern Pacific
- SSV   5G   Skyservice Airlines (Can)
- SUD   SD   Sudan Airways (Soudan)
- SVA   SV   Saudi Arabian Airlines
- SVK   GM   Air Slovakia (Slovaquie)
- SVR   U6   Ural Airlines (Russie)
- SWA   WN   Southwest Airlines
- SWD   A4   Southern Winds (Argentine)
- SWG   WG   Sunwing Airlines (Canada)
- SWR   LX   Swiss International Air Lines Ltd (anciennement Crossair/Swissair)
- SWR   LX  (précédemment) Swissair (Suisse)
- SWU   LZ  Swiss Global Air Lines
- SYR   RB   Syrianair

### T
- TAI   TA   Taca International Airlines (Salvador)
- TAM  JJ   LATAM Brasil
- TAO   VW   Aeromar (Mexique)
- TAP   TP   TAP Air Portugal (Portugal)
- TAR   TU   Tunisair
- TAX   XJ   Thai AirAsia X
- TCV   VR   TACV (Cape Verde Airlines) (Cap-Vert)
- TCW   FQ   Thomas Cook Airlines Belgium
- TCX   MT   Thomas Cook Airlines UK
- TDM   TQ   Tandem Aero
- TGA   YT   Air Togo
- TGW   TR   Tiger Airways (Singapour)
- TGZ   A9   Airzena Georgian Airlines (Géorgie)
- THA   TG   Thai Airways International (Thaïlande)
- THT   TN   Air Tahiti Nui (Polynésie française)
- THY   TK   Turkish Airlines (Turquie)
- TJT   T7   Twin Jet (France)
- TLB   ??   Atlantique Air Assistance (France)
- TMA   TL   Trans Mediterranean Airways (TMA)
- TMN   HJ   Tasman Cargo Airlines (Australie/Nouvelle-Zélande)
- TPC   TY   Air Calédonie (France, Nouvelle-Calédonie)
- TRA   HV   Transavia Airlines (Pays-Bas)
- TRJ   2T    Trujet (Inde)
- TRZ   D9   Prime Air Inc.
- TSC   TS   Air Transat (Canada)
- TUA   T5   Turkménistan/Akhal
- SEN   UG   Tunisair Express (ex Sevenair)
- TUQ   RT   Air Turquoise
- TVF   TO   Transavia France (France)
- TVR   T6   Tavrey Airlines (Ukraine)
- TVS   QS   Travel Service Airlines
- TYR   VO   Tyrolean Airways (Autriche)

### U
- UAE   EK   Emirates (Émirats arabes unis)
- UAL   UA   United Airlines Inc.
- UBA   UB   Myanmar Airways (Birmanie)
- UCR   DW   Aero-Charter Airlines (Ukraine)  ou Helicopter Shuttle ?
- UDC   7D   Donbassaero (Ukraine)
- UDN   Z6   Dniproavia (Ukraine)
- UIA   B7   Uni Air (Taïwan)
- UKM   UF   UM Airlines (Ukraine)
- UKR   6U   Air Ukraine (Ukraine)
- UKS   6Z   Ukrainian Cargo Airways (Ukraine)
- UKW   5V   Lviv Airlines (Ukraine
- URG   3N   Air Urga (Ukraine)
- URP   ZK ??   ARP 410 Airlines (Ukraine)
- UYC   UY   Cameroon Airlines (Cameroun)
- UTA   UT   UTair (Russie)
- UZB   HY   Uzbekistan Airways

### V
- VAP   9R   Phuket Air
- VDA   VI   Volga-Dnepr Airlines Joint Stock
- VIR   VS   Virgin Atlantic Airways Ltd. (Royaume-Uni)
- VLE   VA   Volare Web Volare Airlines SpA (Italie)
- VLG   VY   Vueling Airlines (Espagne)
- VLK   XF   Vladivostok Avia (Russie)
- VLU   VF   Valuair (Singapour)
- VOE   V7   Volotea (Espagne)
- VOZ   VA   Virgin Australia)
- VRD   VX   Virgin America (États-Unis)
- VRE   F7   Volare Airlines (Ukraine)
- VSP   VP   VASP (Brésil)
- VTA   VT   Air Tahiti (Polynésie française)
- VTI   UK      TATA SIA Vistara (Inde)
- VUN   CI   Air Ivoire (Côte d'Ivoire)

### W
- WAK   K5   Wings of Alaska (en)
- WBA   FC   Finncomm Airlines
- WCP   FE   Primaris Airlines (en)
- WIA   WM   Winair
- WIF   WF   Widerøe's Flyveselskap AS (Norvège), membre du groupe SAS
- WJA   WS   WestJet (Canada)
- WOA   WO   World Airways
- WZZ   W6   Wizz Air

### X
- XAR   XN   Xpress Air
- XAX   D7  AirAsia X
- XJC Xclusive Jet Charter
- XLF   SE   XL Airways France (ex Star Airlines)
- XRC   7A   Express Air Cargo (Tunisie)

### Y
- YZR   Y8   Yangtze River Express Airlines

### Z
- ZAL   ZO   Zoom Air (Inde)
- ZBA        ZB Air
- ZWA  ZW   flymojo (Malaisie)

## à préciser
- 8I MyAir.com (Italie)
- BH Hawkair Aviation Services (Canada)
- BN Forward Air International Airlines (États-Unis)
- DD Conti-Flug
- DY Air Norway
- DZ Air Metro North
- WM Windward Island Airways
- XM J-Air (Japon)

## Erreurs dans la «liste des codes AITA des compagnies aériennes»
- D9 (et non pas DE) Prime Air Inc.
- DE (et non pas DF) Condor (Allemagne)
- FX (et non pas FM) Federal Express Corporation
- NL (et non pas NV) Nakanihon (Japon)
- WM (et non pas WV) Windward Island Airways
- GSM B4 (et non pas X2) Fly Globespan (Royaume-Uni)